# 志賀政司
志賀 政司（しが まさし、1939年1月28日 - ）は、福島県平市（現・いわき市）出身の元バスケットボール選手。

## 人物
明治大学在学中、全日本に選ばれローマオリンピックに出場。
卒業後、日本鉱業に入社。引き続き全日本で活躍し、1963年世界選手権と東京オリンピック、1967年世界選手権に出場。

## 日本代表歴
- 1960年アジア選手権
- 1960年ローマ五輪
- 1961年ユニバーシアード
- 1962年アジア大会
- 1963年世界選手権
- 1964年東京五輪
- 1965年アジア選手権
- 1967年アジア選手権
- 1967年世界選手権
- 1969年アジア選手権